# Xaxim
Xaxim (sprich: Schaschim) ist ein Produkt von Baumfarnen (z. B. Cyathea contaminans). Man verwendet es hauptsächlich in der Terraristik. Es ist ein dunkles poröses Material und wird in verschiedenen Formen und Größen angeboten.

## Gewinnung bzw. Herstellung
Für die Herstellung von Xaximprodukten werden die getrockneten Stämme verwendet. Teilweise werden diese dann einfach in 0,5–1 m langen Stücken angeboten, diese sind dann ca. 50–150 mm im Durchmesser, oder sie werden zu Platten in verschiedenen Dicken und Größen verarbeitet. Außerdem gibt es teilweise noch Pflanzgefäße in verschiedenen Größen, Granulat und geschnitzte Figuren zu kaufen.

## Verwendung
In tropischen Terrarien (z. B. für Pfeilgiftfrösche) ist Xaxim ein sehr beliebtes Dekorationsmaterial. Es kann gesägt oder gebohrt und problemlos mit Silikon im Terrarium befestigt werden. Die Stämme werden als Klettermöglichkeiten für die Terrarienbewohner geschätzt, wobei die Platten in der Regel als Verkleidung für die Rückwand Verwendung finden. Eine Besonderheit gegenüber Rückwandverkleidungen aus anderen Materialien wie Kork, Kokosfasern o. Ä. ist die Fähigkeit des Xaxims, sich selbst zu begrünen. Da es nämlich ein Produkt aus den feuchten Wäldern Asiens ist, finden sich in den zahlreichen Ritzen, Löchern und Zwischenräumen jede Menge Samen und Sporen dort lebender Pflanzen, in der Hauptsache Moose und Farne. Diese kommen einige Wochen bis Monate, nachdem man anfängt das Xaxim dem Licht auszusetzen und es dabei feucht zu halten, zum Vorschein. So kann das Terrarium nach einiger Zeit zu einem sehr grünen Busch werden. Zusätzlich kann es auch noch mit Bromelien o. Ä. bepflanzt werden.

## Umweltgefährdung
Die Xaximgewinnung ist in den letzten Jahren in Verruf gekommen, den tropischen Regenwald zu zerstören. Dies ist bei Gewinnung von wild wachsenden Baumfarnen auch sicherlich der Fall. Daher sind die meisten Arten international geschützt. Als Alternative wird in letzter Zeit vermehrt Xaxim aus Plantagenwirtschaft angeboten. Der Verkauf erfolgt hierbei nur mit Herkunftsnachweis. So werden natürliche Rohstoffe geschont und gleichzeitig eine nachhaltige Nutzung ermöglicht.